# Celaenorrhinus dhanada
Celaenorrhinus dhanada es una especie de mariposa, de la familia de los hespéridos. No se conocen las plantas hospederas.

## Distribución
Celaenorrhinus dhanada está distribuida entre las regiones Australasia, Indo-Malay y ha sido reportada en al menos 10 países o regiones diferentes.